# Sąd grodzki
Zasugerowano, aby ten artykuł podzielić na różne artykuły – podzielić na osobne hasła o sądach grodzkich I, II, III RP i Polski Ludowej.
Sąd grodzki – sąd w dawnej I Rzeczypospolitej. Był jednym z podstawowych sądów szlacheckich jakie powstały w Polsce. Wykształcił się z sądów małopolskich starostów grodowych na przełomie XIV i XV w. Był sądem I instancji, którego wyroki z założenia były wydawane w imieniu monarchy i miały być niezaskarżalne. Jednak w toku praktyki orzeczniczej wykształciło się kilka środków „zahaczenia wyroku” (odwoławczych): remisja, nagana sędziego, a w XVI w. apelacja, gravamen, male obtentum czy wznowienie postępowania. Wyjątkowo pełnił rolę sądu II instancji dla dochodzenia spraw o naprawienie szkód wyrządzonych przez żołnierzy w dobrach prywatnych, gdyż w I instancji właściwy był rotmistrz, a w razie jego bezskuteczności dopiero sprawę kierowano do sądu grodzkiego. Sąd działał pod przewodnictwem starosty i sędziego grodzkiego, a w XV w. w sądach w Wielkopolsce pod przewodnictwem burgrabiego. Sądził wszystkie sprawy, w których pozwanym był szlachcic nieosiadły (gołota) oraz tzw. sprawy gardłowe z czterech artykułów grodzkich, których jednak nie stosowano formalistycznie i już w połowie XV w. znacznie wykraczano poza ten zakres.
Apogeum swej popularności sądy grodzkie osiągnęły w XVII wieku, kiedy znaczenie sądów ziemskich zmalało, wskutek ich częstego niezbierania się. Wobec tego zwiększała się rola sądów grodzkich poprzez przejęcie ich uprawnień. Rozszerzały się również ich kompetencje – obok spraw karnych zaczęto obejmować również cywilne tzw. rezygnacje, czyli m.in. przeniesienia prawa własności nieruchomości i wszelkiego rodzaju obciążenia nieruchomości. Wraz z przyrostem kompetencji, wzrosła liczba ich funkcjonariuszy, zwłaszcza w kancelarii grodzkiej. Sędzia grodzki, mianowany przez starostę, a tym samym powoływany niezależnie od sejmiku, nadal działał sprawnie. Często obok niego pojawiał się dodany mu bądź też przybrany przezeń do pomocy podsędek.
Sądy grodzkie zostały zlikwidowane wraz z przeprowadzeniem na sejmie czteroletnim reformy sądownictwa. Konfederacja targowicka na krótko przywróciła działanie sądów grodzkich, które ostatecznie zlikwidowano w 1793 r. na sejmie grodzieńskim.

## II Rzeczpospolita i Polska Ludowa
Do idei sądownictwa grodzkiego powrócono na krótko w 1928 r., kiedy to w II Rzeczypospolitej wprowadzono model trójinstancyjny.
W pierwszych latach Polski Ludowej (do 1950 r.) sąd grodzki był sądem I instancji. Orzekał w drobnych sprawach cywilnych i karnych. Orzekał w składzie jednoosobowym. Przy sądach grodzkich mogły być tworzone sądy pracy.

## III Rzeczpospolita
W roku 2001 sądy grodzkie powstały w miejsce kolegiów do spraw wykroczeń. Mogły być tworzone rozporządzeniem ministra sprawiedliwości w sądzie rejonowym jako wydziały lub wydziały zamiejscowe. Rozpoznawały sprawy:
1. o wykroczenia w pierwszej instancji,
2. o wykroczenia skarbowe oraz o przestępstwa skarbowe z wyjątkiem spraw podlegających rozpoznaniu w postępowaniu zwyczajnym,
3. o przestępstwa ścigane z oskarżenia prywatnego,
4. o pozostałe przestępstwa, podlegające rozpoznaniu w karnym postępowaniu uproszczonym,
5. cywilne podlegające rozpoznaniu w cywilnym postępowaniu uproszczonym z wyjątkiem spraw rozpoznawanych w europejskim postępowaniu nakazowym, oraz dotyczące depozytów sądowych i przepadku rzeczy.

Od 1 stycznia 2010 roku ich kompetencje przejęły wydziały cywilne i karne sądów rejonowych.